# Domen Lorbek
Domen Lorbek, slovenski košarkar, * 6. marec 1985, Kranj.
Igra na poziciji visokega branilca in krila, kjer ga krasi predvsem racionalna igra v obrambi in napadu. Je dober strelec za tri točke in pol razdalje. Njegov način igre izjemno ceni slovenski selektor Jure Zdovc, ki ga redno vabi na reprezentančne zbore. Z njim pa tudi že dve leti sodeluje v turškem klubu Royal Halı Gaziantep.

## Začetki
Košarkarsko pot je začel na OŠ Franceta Bevka pri profesorju Alešu Pečetu in jo nadaljeval pri mlajših selekcijah KD Ježica. Nato je prestopil v najuspešnejši slovenski klub Union Olimpijo, kjer je ostal do članov. Kariero je nadaljeval pri KK Triglavu iz Kranja v 1. Slovenski ligi.

## Klubska kariera
Prvi profesionalni klub je bil KK Triglav iz Kranja v prvi slovenski ligi. Sledil je prestop v KK Helios Domžale, kjer je prvič nastopal v ABA ligi. Sledila je vrnitev v Union Olimpijo in nastopanje v Evroligi.
Po avanturi v Union Olimpiji  je bil čas za tujino in sicer v Estudiantes iz Madrida kjer je eno leto nastopal v španski ACB ligi. Potem je prestopil v KK Benetton iz Trevisa kjer je nastopal v prvi italijanski ligi in Eurocupu. Sledilo je turbulentno leto, ko je v enem letu zamenjal tri klube in sicer KK Cajasol iz Seville kjer je igral 2 meseca, nato je prestopil v KK Helios za dva meseca in na koncu še v KK Lagun ARO iz San Sebastiana v ACB ligi. Tu je ostal nato še eno leto. Naslednje leto je bil član KK Sidigas Avellina, kjer pa zaradi poškodbe ni veliko igral. V sezoni 2015/2016 je igral za turški Royal Halı Gaziantep, kjer bo soigralec še enega slovenskega reprezentanta Jureta Balažiča. 
Sezono 2016-17 je prebil v španski Betis Sevilla kjer pa zaradi poškodbe ni veliko igral. Opraviti je moral operacijo koleno in okrevanje mu je vzelo večino sezone.
8. oktobra 2017 je podpisal enoletno pogodbo z novo Petrol Olimpijo. Tako se je v Ljubljano vrnil po točno desetih letih igranja na tujem.

## Reprezentanca
V mladih kategorijah je z letnikom 1984 osvojil srebrno medaljo na EP v Stuttgardu (Nemčija) in zlato medaljo na EP v Brnu (Češka).
Sodeloval je tudi na več članskih akcijah (Evropsko prvenstvo 2009 na Poljskem, Evropsko prvenstvo 2013 v Sloveniji, Svetovno prvenstvo 2014 v  Španiji). Evropskega prvenstva 2015 se ne bo udeležil, saj se je odločil, da si odpočije od naporne sezone in pozdravi manjše poškodbe. Zbral je že 39 uradnih nastopov , kjer je dosegel 292 točk.